# Inherent Vice
Inherent Vice (prt: Vício Intrínseco; bra: Vício Inerente) é um filme de comédia policial estadunidense, escrito e dirigido por Paul Thomas Anderson, com base no livro homônimo de Thomas Pynchon.
É a primeira adaptação da obra de Thomas Pynchon.[carece de fontes?]

## Sinopse
Detetive particular Larry "Doc" Sportello (Joaquin Phoenix) investiga o desaparecimento de sua ex-namorada e seu namorado em Los Angeles.[carece de fontes?]

## Elenco
- Joaquin Phoenix como Larry "Doc" Sportello
- Josh Brolin como Christian "Bigfoot" Bjornsen
- Owen Wilson como Coy Harlingen
- Katherine Waterston como Shasta Fay Hepworth
- Reese Witherspoon como Penny Kimball
- Benicio del Toro como Sauncho Smilax
- Jena Malone como Hope Harlingen
- Peter McRobbie como Adrian Prussia
- Sasha Pieterse como Japonica Fenway
- Maya Rudolph como Petunia Leeway
- Martin Short como Dr. Rudy Blatnoyd
- Kevin J. O'Connor
- Yvette Yates como Luz
- Timothy Simons como
- Emma Dumont como Zinnia
- Jeannie Berlin como Aunt Reet
- Joanna Newsom como Sortilège
- Michelle Sinclair como Clancy Charlock
- Eric Roberts como Michael Z. "Mickey" Wolfmann
- Serena Scott Thomas como Sloane Wolfmann

## Desenvolvimento

### Filmagem
A filmagem do filme começou em maio de 2013, em Los Angeles e Pasadena, Califórnia.

## Recepção
No agregador de críticas dos Estados Unidos, o Rotten Tomatoes, na pontuação onde a equipe do site categoriza as opiniões da  grande mídia e da mídia independente apenas como positivas ou negativas, o filme tem um índice de aprovação de 73% calculado com base em 251 comentários dos críticos. Por comparação, com as mesmas opiniões sendo calculadas usando uma média aritmética ponderada, a nota alcançada é 7,2 de 10, que é seguida do consenso dizendo que "pode ser frustrante para os espectadores que exigem coerência absoluta, mas faz justiça ao seu aclamado material de origem - e deve satisfazer os fãs do diretor PT Anderson".
Em outro agregador de críticas também dos Estados Unidos, o Metacritic, que calcula as notas das opiniões usando somente uma média aritmética ponderada de determinados veículos de comunicação em maior parte da grande mídia, tem uma pontuação de 81/100, alcançada com base em 40 avaliações da imprensa anexadas no site, com a indicação de "aclamação universal".
Em 27 de abril de 2023, a cantora e compositora brasileira Marina Sena lançou o seu segundo álbum de estúdio intitulado como Vício Inerente em homenagem ao filme.